# Matteo Senarega
Il Serenissimo Matteo Senarega (1534 – Genova, 21 dicembre 1606) fu l'80º doge della Repubblica di Genova.

## Biografia
Figura preminente del panorama politico genovese, studiò legge presso l'università di Lovanio (Belgio) e a Venezia dal latinista Paolo Manuzio. Ritornato nella capita genovese succedette al padre nella carica di cancelliere della Repubblica e poi in quella di segretario di stato, nel 1571, impegno che poi rinunciò per un diverbio personale con il doge Giannotto Lomellini. Suo impegno, come rappresentante della "nobiltà nuova" fu l'abolizione della legge del Garibetto.
Sapiente della Repubblica, procuratore e senatore della Repubblica nel 1591, venne eletto al titolo dogale il 5 dicembre 1595: la trentacinquesima in successione biennale e l'ottantesima nella storia repubblicana. Durante il suo mandato è ricordata l'espulsione degli ebrei da Genova e la sua personale lotta contro la corruzione dei giudizi Criminali nell'amministrare la giustizia. Mantenne la carica fino al 4 dicembre del 1597. Al termine del dogato fu nominato procuratore perpetuo, carica spettante a tutti gli ex-dogi, ed ebbe ancora importanti incarichi di governo e di rappresentanza; tra questi sono ricordati i suoi onori nel ricevere in Genova la moglie di Filippo III di Spagna, Margherita d'Austria.
Nel 1594 fu il committente delle quattro statue - opera dello scultore Taddeo Carlone - conservate nella cappella di San Sebastiano (a destra del presbiterio) della cattedrale di San Lorenzo. E nella cattedrale genovese venne sepolto Matteo Senarega dopo la morte sopraggiunta il 21 dicembre 1606.
Il Senarega fu anche un importante intellettuale, autore di testi storici e di traduzioni. Così scrisse su Genova e la sua repubblica nel Discorso sopra la Città e la Repubblica di Genova:

## Opere
- L'epistole di Cicerone ad Attico fatte volgari da M. Matteo Senarega
- Historie